# Remember Me (episodio de Los 100)
«Recuérdame»  —título original en inglés: «Remember Me» es el noveno episodio de la segunda temporada de la serie de televisión estadounidense de ciencia ficción y drama Los 100. El episodio fue escrito por Dorothy Fortenberry y dirigido por Omar Madha. Fue estrenado el 21 de enero de 2015 en Estados Unidos por la cadena The CW. Este episodio es el último en el que Thomas McDonell es miembro del elenco principal.
La alianza entre el Campamento Jaha y los terrestres se ve comprometida cuando Gustus es envenenado. Mientras tanto, en Monte Weather, Monty (Christopher Larkin) aterriza en agua caliente.

## Argumento
Clarke, junto con un grupo del Arca marchan con los terrícolas hacia TonDC. Durante el camino, Clarke es atormentada por el recuerdo de Finn. Bellamy intenta convencerla para que sea él quien se cuele en Monte Weather pero Clarke está en contra de la idea ya que no puede perderlo a él también. En TonDC, Lexa dice unas palabras para despedirse de sus muertos y entrega a Clarke una antorcha con la que deberá quemar los cuerpos de Finn y las 18 víctimas. 
Mientras las llamas consumen los cuerpos, Lexa le cuenta a Clarke sobre Costia, un amor pasado de Lexa que fue torturada y asesinada por su enemigo. Así Lexa le explica a Clarke que el amor sólo es una debilidad. En la cena, Kane lleva una botella de regalo para Lexa. Cuando Gustus la prueba por ella, se dan cuenta de que de que está envenenada haciendo que Lexa crea que los celestes intentaron matarla. Buscan entre los celestes y encuentran en Raven el veneno, acusándola de ser la culpable por lo que los terrícolas la toman para ejecutarla. 
En una de las visiones de Clarke sobre Finn se da cuenta de que el veneno no estaba en la botella sino en la copa. Clarke sale a detener a Lexa antes de que ejecuten a Raven y tomando un gran trago de la botella le demuestra que no han sido ellos quienes intentaron matarla. Bellamy se da cuenta de que fue Gustus, acusándolo de que Lexa nunca fue el objetivo, sino la alianza. Lexa enfrenta a Gustus, quien acepta haberlo hecho para protegerla. Ella dice que su traición le costará la vida. Más tarde, Clarke acepta que Lexa tiene razón al decir que el amor es debilidad por lo que permite que Bellamy se infiltre en Monte Weather.

## Elenco
- Eliza Taylor como Clarke Griffin.
- Paige Turco como Abigail Griffin.
- Thomas McDonell como Finn Collins.
- Bob Morley como Bellamy Blake.
- Marie Avgeropoulos como Octavia Blake.
- Devon Bostick como Jasper Jordan.
- Lindsey Morgan como Raven Reyes.
- Ricky Whittle como Lincoln.
- Christopher Larkin como Monty Green.
- Isaiah Washington como Theloneus Jaha.
- Henry Ian Cusick como Marcus Kane.

## Curiosidades
- Este es el primer episodio de Los 100 al aire en 2015.
- Este es el último episodio en el que Thomas McDonell es miembro del elenco principal.

## Recepción
En Estados Unidos, Remember Me fue visto por 1.48 millones de espectadores, de acuerdo con Tv by the Numbers.

### Recepción crítica
Caroline Preece escribió para Den of Geek: "Finn tuvo que morir, y todos, aparte de Raven, lo saben, pero eso no impide que Clarke cargue con la culpa de esos eventos. Finn la había estado buscando cuando masacró la aldea Grounder, y fue ella quien lo mató a pesar de la misericordia del hecho. Para empeorar las cosas, ahora hay paralelismos entre lo que hizo y lo que su madre había hecho, un pensamiento que rechazó instantáneamente tan pronto como se lo señalaron".
"Este episodio tuvo mucho que ver después del final de mitad de temporada, y fue una nota fuerte para volver. Me encanta cómo conocemos a los Grounders como personajes más allá de los villanos obligatorios, y lo que está pasando Clarke solo le agrega maravillosas capas adicionales. Si aún no lo sabíamos, este espectáculo se ha vuelto realmente bueno".
Selina Wilken para Hypable: "Fue tan desgarrador, aterrador y maravilloso como sabíamos que sería". "Además de la trama fantasma (simplemente carecía de la sofisticación habitual del programa), tuvimos momentos brillantes de personajes sin parar con Clarke, Lexa, Raven, Abby y Lincoln".
Amanda Festa calificó el episodio para TV Fanatic con una puntuación de 4.5/5 y agregó: "Finalmente, "Remember Me" se despidió de Finn y lo extrañaremos. Si bien la muerte de Finn pudo haber sido prematura, también fue inevitable. Incluso frente a sus crímenes, el personaje de Finn tenía una naturaleza inocente e incorruptible que simplemente no podía sobrevivir en el mundo en el que ahora viven. Su amor por Clarke era puro y ciertamente lo llevó a su desaparición. Cuando ella repite las palabras de Lexa a su sombra desaparecida ("el amor es debilidad"), podemos ver cómo se puede argumentar. Después de todo, el amor de Finn por Clarke llevó a su inevitable caída".